# Michelson–Gale-kísérlet
A Michelson–Gale–Pearson-kísérlet (1925) a Michelson–Morley-kísérlet és egy Sagnac-interferométer módosított változata, amely az éterelmélet és a speciális relativitáselmélet tesztje a forgó földfelszínen.
A kísérlet célja annak eldöntése volt, vajon a Föld forgása okoz-e megfigyelhető változásokat a fény terjedési sebességében. A Michelson–Gale-kísérletben egy nagy gyűrű interferométert használtak (a kerülete 1,9 km), amely elég nagy ahhoz, hogy kimutathassa a Föld forgási sebességét. Az eredeti Michelson–Morley-kísérlethez hasonlóan, a Michelson–Gale–Pearson verzió is egy egyszerű fényforrás (szénszál) kettéosztott fényét hasonlította össze a különböző irányú utazások után. A fő változtatás az eredeti MM verzió két karjának lecserélése két négyszögre, ahol az egyik (kb. 600 × 300 m) sokkal nagyobb kerületű volt, mint a másik. A kettéosztott fényt a vákuum alatt lévő alagutak (30 cm-es vízvezetékcső) sarkain tükrökkel vezették körbe, majd a kiindulópontnál az eredeti MM kísérlethez hasonlóan egy képernyőn egyesítették. A kisebb négyszögben haladó fényt referenciának használták.
A kísérlettel a Föld forgásának csillagászok által megállapított kerületi sebessége kimutatható. A mért sáveltolódás 0,230 ± 0,005 pontossággal. Az előrejelzett, számított eltolódás 0,237.
A Michelson–Gale-kísérlet összeegyeztethető az éterelmélettel és a speciális relativitáselmélettel is.

## Külső hivatkozások
- The Effect of the Earth's Rotation on the Velocity of Light, A. A. Michelson and H. G. Gale